# ファミコンCAP
『ファミコンCAP』（ファミコンキャップ）は、小林たつよしによる日本の漫画作品。小学館発行の漫画雑誌『別冊コロコロコミック』で1986年2月号から1987年8月号まで連載され、同時期の『小学六年生』にも連載されていた。当時任天堂から発売され大ブームを起こしていたファミリーコンピュータを題材とした作品である。

## 概要
「ファミコンキャップ」の異名を持つ主人公・天堂翔が仲間たちと力を合わせ様々なファミコンソフトに挑戦するという内容。過去にコロコロで連載されていた『ゲームセンターあらし』や同時期に連載中だった『ファミコンロッキー』と同種の「ゲームを遊ぶ側を主人公とした作品」である。
ジャンルの例に漏れず、翔が様々な特訓やヒントからゲームの攻略法を見出し、それらを武器に勝負へと挑んでいく、というのが物語の主な展開ではあるが、毎回の対戦相手がほぼファミコン貴族＝綾小路隼人に固定されているのが本作の特徴である。
作中で紹介される攻略法や裏技は実際のゲームに即した部分が多く、勝負の舞台もファミコン大会といった現実的な場所で行われる場合が多いが、宇宙を戦場にしたSFとも夢オチとも解釈できる回や、呪いの力でゲーム世界に入り込み、怪物たちと戦うようなオカルト的な回もある。
別冊、増刊号を含めた当時のコロコロでは連載作品の『ファミコンロッキー』や毎号のように掲載されるファミコン関連の読み切り漫画が既に人気を博しており、それに続く形で本作と『熱血!ファミコン少年団』『ファミコンランナー高橋名人物語』がほぼ同時期にスタートするという状況であった。
同じくコロコロで連載されていたラジコン漫画『ラジコンボーイ』との合作も行われている。

## 登場人物
ファミコンキャップ＝天堂 翔（てんどう しょう）
本作の主人公でファミコンゲームの達人。おキャラ、ハイテク、バグを含めたファミコン好き小学生4人組のリーダー。愛称は「キャップ」。
ファミコンに対しての強烈な情熱と負けじ魂の持ち主で「人（対戦相手）に勝ってもゲームに勝てなければ納得しない」性格なため、不満なスコアの優勝などは簡単に返上してしまう。完全攻略の為ならばどんなに無茶な特訓にも耐え抜き、そこで掴んだヒントと技術で勝ち進んでいく。
服装は袖まくりシャツ、長ズボン、指出しグラブに加えて、キャップの名の通り、両サイドにファミコンカセットを挟んだつば付き帽子（「CAP」のロゴ入り）を後ろ被りで常に着用しているのが特徴。この帽子はライダースーツや宇宙服を着用した時でさえ外されず、その上からヘルメットを被っていた。反り上がった前髪は天堂家の父、母、息子3人の共通ヘアースタイル。
勝負に勝った時には帽子に挟んだカセットを天高く放り投げる「ウイニングカセット」のパフォーマンスを行うのが通例となっている。
綾小路とは互いを認め合った良きライバルで、時に強敵を前に共闘することもあれば、おキャラを取り合う恋のライバルになることもあった。
おキャラ
4人組の紅一点で、二本のお下げ頭が特徴。かわいい敵キャラにすぐ惚れ込んでしまう癖がある。ヒロインキャラであると同時にお色気サービス担当でもあり、下着などを度々露出していた。『グラディウス』世界で囚われの身となった所をキャップに救出されて以来、互いの気持ちに気付いた二人は相思相愛の仲となる。『ガルフォース』勝負での試練を越えて、その絆はより確かな物へと成長していった。
ハイテク
七三分け、眼鏡に白衣という博士タイプの人物。4人組の知識担当でゲーム内の情報に詳しく、キャップの特訓法を考案したりもする。
バグ
大柄なパワー担当。アフロヘア―に厚い唇、ニキビ顔と関西風の訛りが特徴のひょうきん者で、ゲーム内にバグを見つけるとすぐ大騒ぎする。『グーニーズ』を模したダンジョンでは隠された謎解きにそのパワーを活かした。後述の『リトルコップ』へのゲスト出演において台詞があったのは彼だけである。
ファミコン貴族＝綾小路隼人（あやのこうじ はやと）
作中におけるファミコン界の総元締め「大和（やまと）コンピューター社」の御曹司で、その美貌、風格、テクニックから「ファミコン貴族」の異名をとる。
立場上ファミコンデータの全てを知ることが可能と噂され、その莫大な財力を惜しみなくファミコンに費やしてはいるが、それらはあくまでもソフトの研究や自身の訓練のみにつぎ込まれており、執事が対戦相手のカセットに不正を行った際には、密かにこれを見破って自分も同じカセットを使用し勝負に挑むといった具合に、貴族の名に恥じない誇りとフェアプレイ精神を持っている。
キャップとの因縁はファミコン大会決勝の『マッハライダー』勝負の際、キャップの優勝辞退による繰り上げ優勝という形で味わった屈辱から始まっているが、勝負を重ねる度にお互いを認め合い、ライバルとして共に成長していくことになる。
一度おキャラに惚れ込んだことがあったが『グラディウス』を通じてキャップとおキャラの間に生まれた感情に張り込むことは叶わなかった。
じい
綾小路家に仕える執事と思われる男。側頭部から後頭部を残して禿げ上がった頭髪と口ひげが特徴。隼人を勝たせたいがために不正を働くこともあった。

## その他
- 最終回では翔と綾小路がコンビを組んで、実在のゲームソフトではなくコンピュータ・グラフィックスを使った体感型ゲームに挑戦した。
- 作者が後年コロコロ本誌にて連載した『リトルコップ』では、主人公の自宅でテレビゲームに興じる子供たちとしてキャップら4人が一コマだけゲスト出演している。

## 作中で取り上げられたゲーム作品
- マッハライダー（任天堂）
- ボンバーマン（ハドソン）
- ツインビー（コナミ）
- チャレンジャー（ハドソン）
- 忍者ハットリくん（ハドソン）
- グーニーズ（コナミ）
- ゼルダの伝説（任天堂）
- マイティボンジャック（テクモ）
- グラディウス（コナミ）
- スターソルジャー（ハドソン）
- 六三四の剣 ただいま修行中（タイトー）
- じゃじゃ丸の大冒険（ジャレコ）
- 悪魔城ドラキュラ（コナミ）
- ザナック（コンパイル）
- ガルフォース（HAL研究所）
- プロ野球ファミリースタジアム（ナムコ）